# Zofia Nałkowska
Zofia Nałkowska,  poljska pisateljica, dramatičarka, novelistka in publicistka medvojnega obdobja * 10. november 1884, Varšava, † 17. december 1954, Varšava.

## Življenje

### Mladost in šolanje
Zofia Nałkowska se je rodila v Varšavi 10. novembra leta 1884. Bila je hčerka znanega poljskega geografa in demokratičnega publicista Wacława Nałkowskega. Mladost je preživela v krogu izobraženih ljudi, ki so si prizadevali za osvoboditev domovine in družbeno enakost. Študirala je na neformalni univerzi (t.i. Uniwersytet Latający) v Varšavi. 
Njen prvi mož je bil pedagoški delavec Leon Rygier, drugi pa aktivist ilegalne poljske socialistične stranke (PPS, Polska Partia Socialysticzna) Jan Jur-Gorzechowski. Po prvi svetovni vojni je izdal svojo revolucionarno preteklost in sledi Piłsudskemu. Nałkowska je, ne glede na to, kako je bila naveznana na drugega moža, sledila ideologiji svojih staršev. Njihovo glavno vodilo je bilo iskanje resnice. Od drugega moža se je ločila leta 1929. 
Nałkowska se je predvsem zanimala za družbene razmere v državi ter za človekovo duševno stanje. Začetki njene literarne ustvarjalnosti segajo v leta pred prvo svetovno vojno. Od leta 1898 je v časopisih objavljala svojo poezijo. Leta 1906 je izšel njen prvi roman Kobiety (Ženske). Pisala je tudi dnevnike, Dzienniki (Dnevniki, od 1899 do 1954). V njih je pisala o svojem vsakdanjem življenju, literarnem ustvarjanju in o takratnih družbeno-političnih dogodkih. V letih od 1920 do 1922 je delala za čezmejno propagando (Biuro Propagandy Zagranicznej). Leta 1926 je organizirala proteste v dobro političnih zapornikov.

### Literarno ustvarjanje

#### Zgodnje obdobje
Na njeno razmišljanje in ideologijo so vplivali pogledi očeta Wacława Nałkowskega na njeno zgodnje ustvarjanje pa zlasti književnost obdobja Mlade Poljske in njen simbolizem. V prvih delih kot so Kobiety (Ženske, 1906), Książę (Princ,1907), Rówieśnice (Vrstnice 1909), Koteczka czyli białe tulipany (Mačica ali beli tulipan, 1909), Narcyza (Narcisa, 1911), Węże i róże (Kače in vrtnice 1914), opisuje ženske, ki prihajajo iz meščanske družbe, so izobražene, emancipirane, hladne, zaverovane izključno vase in v svoj notranji svet in v lepoto. Zanima jo psihologija posameznice. Navdihovala se je predvsem s filozofijo Friedricha Wilhelma Nietzscheja, Arthurja Schopenhauerja in Henrija Bergsona, kar se vidi tudi v njenih delih.
V obdobje zgodnjega literarnega ustvarjanja spada tudi roman Romans Teresy Hennert (Roman Tereze Hennert, 1923), v katerem je Nałkowska poizkušala kritično prikazati povojno stanje, miselnost ljudi in družbene odnose. V tem romanu tudi analizira vladajoče meščanske kroge (oficirje, vojne dobičkarje in birokrate).

#### Zrelo obdobje
Leta 1925 je Nałkowska napisala novelo Dom nad łąkami (Hiša nad travniki), s katero je obudila spomine na otroška leta in se vrnila med preproste kmečke ljudi. Leta 1927 je napisala zgodbe o živalih z naslovom Księga o przyjaciołach (Knjiga o prijateljih). V teh zgodbah izraža pesimistično gledanje na svet in zapiše misel, da bolj ko spoznavamo ljudi, raje imamo živali. Osamljenost opisuje tudi v dramskem delu Dom kobiet (Ženska hiša, 1930). Z njim je uspela tako doma kot v tujini. Drama je bila leto po izidu uprizorjena tudi v Ljubljani, in sicer z naslovom Dom osamljenih žena (prevajalec drame ni naveden). Leta 1927 je napisala roman Choucas, kjer protestira proti nacionalizmu in militarizmu ter se spopada z eksistencialnimi vprašanji kot so ljubezen, bolezen, starost in smrt. Gre za opis razgovorov med ljudmi, ki so se srečali na mednarodnem sanatoriju Choucas v švicarskih Alpah. Ukvarja se tudi s psihološkimi študijami o zločincih, ki so zgrajene na prepričanju, da je zlo neizogibno. To se kaže v noveli Ściany świata (Stene sveta, 1931). V vseh teh delih prevladuje razumska analiza, ki temelji na relativizmu.
Kritični realizem se popolnoma uveljavi v njenem delu Granica (Meja, 1935). Roman je nastal v obdobju, ko je bila Nałkowska izjemno politično aktivna in tedaj je dozorel njen kritični pogled na družbo. Pomagala je političnim zapornikom, obsojala fašistično nasilje in antisemitizem ter pisala v protifašistične liste. Svoj družbeni pogled je upodobila v zgodbi o političnem karieristu Zenonu Ziembiewiczu, ki ga v njegovih načrtih ovira preprosto dekle. Poizkusi ga celo ubiti in na koncu doseže, da se Zenon sam ubije. Prizorišče je velika stanovanjska hiša. V kleti in na podstrešju životarijo reveži, v prvem nadstropju živijo premožni najemodajalci. Poleg njih v romanu nastopajo bogati plemiči, buržuji in revolucionarji. Tako Nałkowska prikaže vse plasti tedanje poljske družbe, vendar brez pozitivnega junaka. Zaradi psiholoških oznak ter temeljitih analiz razmer v tedanji Poljski, uvrščajo ta roman med najboljše literarne dokumente obdobja medvojnega dvajsetletja. 
Leta 1939 je Nałkowska napisala roman Niecierpliwi (Nestrpen), v katerem se ravno tako ukvarja z eksistencialnimi vprašanji in posameznikovim odnosom do zla, trpljenja in smrti. Med drugo svetovno vojno je začela s pisanjem romana Węzły życia (Vozli življenja, I. del 1948, II. del 1954), kjer prikazuje vodilne poljske politične kroge tik pred vojno in dogodke iz nemškega napada septembra 1939. 
Po drugi svetovni vojni je izdala zbirko novel Medaliony (Medaljoni, 1946). Ker je sodelovala na mednarodni komisiji za raziskovanje nacističnih zločinov, je v tem okviru obiskala kontracijska taborišča, poslušala zasliševanja vojnih zločincev in se pogovarjala s preživelimi žrtvami nacističnega nasilja, je vse to gradivo uporabila pri pisanju zbirke. Zbirka z dokumentarnostjo in nizanjem resničnih dogodkov na bralca deluje pretresljivo.

### Smrt
Malo pred smrtjo je pripravljala in pisala biografijo svojega očeta, ki pa je ni dokončala in je izšla samo v odlomkih. 
Umrla je 17. decembra leta 1954 v starosti 70 let v Varšavi.

### Drame
- Hiša žensk, 1930 (Dom kobiet)
- Dan njegove vrnitve, 1931 (Dzień jego powrotu)

### Romani
- Ženske, 1906 (Kobiety)
- Princ, 1907 (Książę)
- Vrstnice, 1909 (Rówieśnice)
- Narcisa, 1911 (Narcyza)
- Kače in vrtnice, 1914 (Węże i róże)
- Roman Tereze Hennert, 1923 (Romans Terezy Hennert)
- Choucas, 1927 (Choucas)
- Meja, 1935 (Granica)
- Nestrpen, 1939 (Niecierpliwi)
- Vozli življenja, 1945 in 1954 (Węzły życia)

### Novele
- Mačica ali beli tulipan, 1909 (Koteczka czyli biały tulipan)
- Ogledala, 1913 (Lustra)
- Skrivnosti krvi, 1917 (Tajemnice krwi)
- Dom nad travniki, 1925 (Dom nad łąkami)
- Knjiga o prijateljih, 1927 (Księga o przyjaciołach)
- Stene sveta, 1931 (Ściany świata)
- Medaljoni, 1946 (Medaliony)

### Druga dela
- Dnevniki, 1899 – 1954 (Dzienniki)

### Prevodi v slovenščino
- Granica (Meja,1935), prevod: Severin Šali, Maribor: Obzorja, 1965.
- Medaliony (Medaljoni, 1946), prevod: Rozka Štefan, Ljubljana: Cankarjeva založba, 1963.
- Na dnu, prevod: Martina Orožen, Problemi št. 3, 1962, str. 265-268.
- Poljska lirika dvajsetega stoletja: antologija, pesmi zbrali: Ryszard Matuszewski, Zygmunt Stobarski in Lojze Krakar, prepesnil Lojze Krakar, Ljubljana: DZS, 1963.
- Za železnico, prevod: Marina Orožen, Problemi št. 3, 1962, str. 269-271.